# Filosofie in het boudoir
Filosofie in het boudoir (La Philosophie dans le boudoir) is een boek uit 1795 van de markies de Sade geschreven in de vorm van een dramatische dialoog. Hoewel het boek aanvankelijk werd beschouwd als een werk van pornografie, wordt het beschouwd als een sociaal-politiek drama. Gevestigd in een slaapkamer, voeren de twee hoofdpersonages het argument aan dat het enige morele systeem dat de recente politieke revolutie versterkt het libertinisme is, en dat als het Franse volk de libertijnse filosofie niet overneemt, Frankrijk voorbestemd zal zijn om terug te keren naar een monarchale staat. 
In het hoofdstuk getiteld "Vijfde dialoog", is er een lange sectie waar het personage Chevalier een filosofisch pamflet leest met de titel "Fransen, wat meer moeite als je republikeinen wilt worden". Het pamflet vertegenwoordigt duidelijk de filosofie van De Sade over religie en moraliteit, een filosofie waarvan hij hartstochtelijk hoopt dat de Franse burgers de wetten van hun nieuwe republikeinse regering zullen omarmen en codificeren. Gedurende het hele werk voert De Sade het argument aan dat men het atheïsme moet omarmen, de overtuigingen van de samenleving over plezier en pijn moet verwerpen, en voorts zijn argument dat als een misdaad wordt begaan terwijl zij plezier zoekt, deze niet kan worden veroordeeld.
Het boek is ook uitgebracht onder de Nederlandse titels: De slaapkamerfilosofen. Dialogen bestemd voor de opvoeding van jongedames en Slaapkamergesprekken, of De immorele leermeesters.

## Personages
- Eugénie, een 15-jarig meisje dat aan het begin van de dialoog een maagd is, naïef van alles wat seksueel is, die door haar moeder is opgevoed om goedgemanierd, bescheiden, fatsoenlijk en gehoorzaam te zijn.

- Madame de Saint-Ange, een 26-jarige libertijnse vrouw die de eigenaar is van het huis en de slaapkamer waarin de dialoog zich afspeelt. Ze nodigt Eugénie uit voor een tweedaagse cursus over libertijn zijn.

- Le Chevalier de Mirval, de 20-jarige broer van Madame de Saint-Ange. Hij helpt zijn zus en Dolmancé bij de beproeving van het "opvoeden" van Eugénie.
- Dolmancé, een 36-jarige atheïst en biseksueel (hoewel met een sterke voorkeur voor mannen), en vriend van Le Chevalier. Hij is Eugénie's belangrijkste leraar en "opvoeder".
- Madame de Mistival, Eugénie's provinciale, zelfingenomen moeder.
- Augustin, de achttien- of twintigjarige tuinman van Madame de Saint-Ange. Opgeroepen om te helpen bij de seksuele activiteiten in de vijfde dialoog.

## Nasleep
De Spaanse regisseur Jesús Franco heeft twee films gemaakt gebaseerd op Filosofie in het boudoir: Eugenie… The Story of Her Journey into Perversion (1970)  en Eugenie (Historia de una Perversión) (1980).  De Italiaanse regisseur Aurelio Grimaldi filmde het ook, zoals L'educazione sentimentale di Eugenie (2005).  In 2003 werd in een aantal Europese steden een toneelstuk opgevoerd dat was gebaseerd op Filosofie in het boudoir, getiteld "XXX". Het kenmerkte live gesimuleerde seks en interactie met het publiek die enige controverse veroorzaakte.

### Filmadaptaties
- Eugenie... the Story of Her Journey into Perversion (1970) van Jesús Franco, met Marie Liljedahl als Eugenie
- Eugénie (1973) van Jesús Franco, met Soledad Miranda
- Eugénie de Franval (1975) van Louis Skorecki
- Eugenie (Historia de una Perversión) (1980) van Jesús Franco, met Katja Bienert
- Philosophy in the Bedroom (1995) van Tony Guzman
- The Sentimental Education of Eugénie (2005) van Aurelio Grimaldi, met Sara Sartini

## Vertalingen in het Nederlands
- Mevrouw de Saint-Ange in het Boudoir. Nagelaten werk van den Markies de Sade. Rotterdam, Artistiek Bureau, 1884
- Filosofie in het boudoir. Vertaling Claude C. Krijgelmans, Walter Soethoudt, Antwerpen, 1966
- De slaapkamerfilosofen. Dialogen bestemd voor de opvoeding van jongedames. Vertaling Gemma Pappot. Bert Bakker, 1968
- Slaapkamergesprekken, of De immorele leermeesters. Vertaling Théo Buckinx, Bert Bakker, 1995 en 1998²